# Ilona Schulz
Ilona Schulz (* 26. Februar 1955 in Kassel) ist eine deutsche Schauspielerin, Synchronsprecherin und Sängerin.

## Leben
Schulz studierte von 1976 bis 1980 an der Hochschule für Musik und Theater in Hannover und wurde anschließend an das Theater Hannover berufen. Bekannt wurde sie durch ihre Rolle in dem Musical Linie 1 des Berliner Grips-Theaters und dem gleichnamigen Kinofilm. In diesem Musical sang sie unter anderem im Berliner Dialekt das Lied Du bist schön auch wenn du weinst (Marias Lied), das später von den Beatsteaks und von Sido gecovert wurde. Sie hatte mehrere Engagements in Basel, Bremen, München oder Stuttgart, arbeitet jedoch überwiegend freiberuflich in Berlin an der Freien Volksbühne, am Theater am Kurfürstendamm, dem Tipi am Kanzleramt und dem Theater des Westens. Sie gehörte zu den Darstellerinnen im Stück Traumfrau Mutter, in dem Ingolf Lück Regie führte.
Neben dem Theater wirkte Schulz auch in zahlreichen Film- und Fernsehproduktionen mit, beispielsweise in Fernsehserien wie Tatort und Polizeiruf 110 sowie der Satiresendung Scheibenwischer.
2023 verkörperte Ilona Schulz in dem Dokudrama Ich bin! Margot Friedländer über das Leben von Margot Friedländer sie als alte Frau, während Julia Anna Grob sie in jungen Jahren darstellte. Der Film erhielt den Deutschen Fernsehpreis.
Als Sprecherin wirkte sie an mehreren Hörbüchern und Trickfilmen mit und singt und spricht die Titelrollen der Kinderhörspielreihen Der kleine König und Der Grüffelo sowie das Grüffelo-Kind. Markant sind ihre Stimme und ihre Fähigkeit, Dialekte zu imitieren; so lieh sie unter anderem dem kleinen Arschloch in den Verfilmungen Kleines Arschloch und Das kleine Arschloch und der alte Sack – Sterben ist Scheiße ihre Stimme.
Des Weiteren betätigt sie sich auch als Theaterautorin.
Schulz lebt in Berlin.

## Filmografie (Auswahl)
- 1988: Linie 1 (Musicalverfilmung)
- 1991: Der Tangospieler
- 1991: Tatort: Bis zum Hals im Dreck (Fernsehreihe)
- 1992: Wir Enkelkinder
- 1993: Anna annA
- 1993: Die Männer vom K3 (Fernsehserie)
- 1995: Polizeiruf 110: Schwelbrand (Fernsehreihe)
- 1995: Polizeiruf 110: Jutta oder Die Kinder von Damutz (Fernsehreihe)
- 1997: Tatort: Eiskalt (Fernsehreihe)
- 1998: Ein Hund namens Freitag
- 1999: Tatort: Mordfieber (Fernsehreihe)
- 2002: Löwenzahn – Peter und die Wölfe
- 2003: Ein Fall für zwei (Fernsehserie)
- 2007: Tatort: Dornröschens Rache (Fernsehreihe)
- 2008: Einmal Toskana und zurück
- 2008: Braams – Kein Mord ohne Leiche
- 2011: SOKO Wismar –  Neandertal ist überall (Fernsehserie)
- 2013: Tatort: Gegen den Kopf (Fernsehreihe)
- 2015: Es kommt noch besser
- 2015: Süßer September
- 2018: SOKO Wismar –  Weggesperrt (Fernsehserie)
- 2019: Polizeiruf 110: Kindeswohl
- 2019: Lindenstraße (Fernsehserie, Folge 1721)
- 2019: Traumfabrik
- 2019: Ein Fall für zwei: Freigänger
- 2021: Blood Red Sky
- 2021: SOKO Stuttgart (Fernsehserie, Folge: Tödliches Stuttgart)
- 2022: Karla, Rosalie und das Loch in der Wand
- 2022: Der Schiffsarzt (Fernsehserie)
- 2022: In aller Freundschaft (Fernsehserie, Folge: Vorahnung)
- 2022: SOKO Leipzig (Fernsehserie, Folge: Schallali)
- 2023: Das Leben ist kein Kindergarten – Vaterfreuden (Fernsehreihe)
- 2023: Ich bin! Margot Friedländer (Fernsehfilm)
- 2024: Uferpark – Gute Zeiten, wilde Zeiten (Fernsehserie)
- 2025: Marzahn Mon Amour

## Synchronisation (Auswahl)

### Filme
- 1992: Der kleene Punker … als Pinke
- 1997: Kleines Arschloch … als das kleine Arschloch und Inge Koschmidder
- 2001: Die Abrafaxe … als Califax
- 2003: Stürmische Liebe – Swept Away … Rosa Pianeta als Empfangschefin
- 2006: Das kleine Arschloch und der alte Sack – Sterben ist Scheiße … als das kleine Arschloch
- 2013: Dido Elizabeth Belle … Emily Watson als Lady Mansfield
- 2015: Malala – Ihr Recht auf Bildung … Toor Pekai Yousafzai als Toor Pekai
- 2016: Der Tag der Krähen … Jeanne–Sylvette Giraud als Krähe
- 2022: Elvis … Helen Thomson als Gladys Love Presley

### Serien
- 1999: Pippi Langstrumpf … als Pippi Langstrumpf

- 2006: Die Save-Ums … Tajja Isen als Jazzi
- 2006: Little Amadeus – Die Abenteuer des jungen Mozart … als Mario
- 2006: Popetown … Ruby Wax als Papst
- 2006–2008: Grey’s Anatomy … Kali Rocha als Dr. Sydney Heron
- 2008–2016: JoNaLu … als Ludwig
- 2009–2011: Coop gegen Kat … Kathleen Barr als Millie
- Seit 2019: Xavier Riddle and the Secret Museum … Zoe Hatz als Yadina Riddle
- 2023: Navy CIS … Susan Ruttan als Samantha Delfino

## Musicals
- 1986: Linie 1
- 1987: Wodka Cola
- 2011: Hinterm Horizont
- 2017: Cabaret[5]

## Auszeichnungen
- Nominierung für den Hessischen Film- und Kinopreis 2021 für den Film Klabautermann[6]
- Deutscher Fernsehpreis 2024 für das Dokudrama Ich bin! Margot Friedländer[7]